# La rivoluzione del battito di ciglia
La rivoluzione del battito di ciglia è il tredicesimo album (l'undicesimo in studio) del gruppo musicale italiano Yo Yo Mundi, pubblicato nel 2020.

## Tracce
1. Ovunque si nasconda
2. Fosbury
3. Spaesamento
4. Il paradiso degli acini d’uva
5. Il respiro dell’universo
6. Bacio sospeso
7. Il silenzio che si sente
8. Lettera alla notte
9. Ninna nanna del filo
10. VCR
11. Umbratile